# وادي الشحم
وادي الشحم بلدية ومدينة جزائرية تابعة لدائرة حمام النبائل  بولاية قالمة تبعد عن مركز الولاية قالمة ب 65 كلم.